# گیم آواردز ۲۰۲۴
گیم آواردز ۲۰۲۴ (انگلیسی: The Game Awards 2024)  نام مراسم اهدا جوایز به بهترین بازی‌های سال ۲۰۲۴ که در ۱۲ دسامبر ۲۰۲۴ برگزار خواهد شد. این یازدهمین مراسمی بود که همانند دوره‌های قبل توسط جف کیلی میزبانی شد و در حضور تماشاگران در تئاتر مایکروسافت در لس آنجلس، کالیفرنیا برگزار می شود. مراسم توسط گیم اواردز به صورت زنده برگزار خواهد شد و همزمان در بیش از سی پلتفرم آنلاین در سراسر جهان شامل فیس‌بوک، اینستاگرام، استیم، تیک تاک، توییچ، یوتیوب و اکس پخش زنده می شود. در این دوره برای اولین بار بازی های محتوای قابل دانلود، ریمیک و ریمستر میتوانند به عنوان یک بازی مستقل در بخش های مختلف شرکت کنند.
نامزدهای این مراسم ۱۸ نوامبر ۲۰۲۴ اعلام شدند که در آن تولد دوباره فاینال فانتزی ۷ و آسترو بات با ۷ نامزدی، بیشترین نامزدی را دریافت کردند. برنده این مراسم با ۹۰ درصد رای کارشناسان و ۱۰ درصد رای داوران انتخاب شد که در آن آسترو بات بهترین بازی سال و همچنین با دریافت ۴ جایزه بیشترین تعداد جایزه را دریافت کرد.

## بازی‌های معرفی شده
در این مراسم، بازی‌هایی که قصد انتشار در آینده را دارند، به صورت پیش‌نمایش معرفی شدند که به شرح زیر است:
- ویچر ۴
- الدن رینگ نایت‌رین
- مافیا: کشور قدیمی
- میان‌کهکشانی: پیامبر مرتد
- اونیموشا: راه شمشیر
- سرزمین‌های مرزی ۴
- پال‌ورلد
- کویر زرشکی
- دایینگ لایت: هیولا
- نینجا گایدن: خشمگین
- آخرین بازمانده از ما، قسمت ۲ (نسخه ریمستر کامپیوتر)
- اوکامی ۲
- اسپلیت فیکشن
- ورچوئا فایتر ۶
- ریمچ

## جوایز
| بهترین بازی سال | بهترین کارگردانی |
| --- | --- |
| - آسترو بات – تیم اسوبی / سونی اینتراکتیو انترتینمنت - بالاترو – پلی استک - افسانه سیاه: ووکونگ – گیم ساینس - الدن رینگ: سایه اردتری – فرام سافتور / بندای نامکو انترتینمنت - تولد دوباره فاینال فانتزی ۷ – اسکوئر انیکس - متافور: ریفانتزیو – اتلوس / سگا | - آسترو بات – تیم اسوبی / سونی اینتراکتیو انترتینمنت - بالاترو – پلی استک - افسانه سیاه: ووکونگ – گیم ساینس - الدن رینگ: سایه اردتری – فرام سافتور / بندای نامکو انترتینمنت - تولد دوباره فاینال فانتزی ۷ – اسکوئر انیکس - متافور: ریفانتزیو – اتلوس / سگا                               |
| بهترین داستان | بهترین کارگردان هنری |
| - متافور: ریفانتزیو – اتلوس / سگا - تولد دوباره فاینال فانتزی ۷ – اسکوئر انیکس - مثل یک اژدها: ثروت بی نهایت – سگا - حماسه سنوئا: هل‌بلید ۲ – نینجا تئوری / ایکس‌باکس گیم استودیوز - سایلنت هیل ۲ – بلوبرتیم / کونامی                                        | - متافور: ریفانتزیو – اتلوس / سگا - آسترو بات – تیم اسوبی / سونی اینتراکتیو انترتینمنت - افسانه سیاه: ووکونگ – گیم ساینس - الدن رینگ: سایه اردتری – فرام سافتور / بندای نامکو انترتینمنت - نوا – دیوولور دیجیتال                                                                         |
| بهترین موسیقی | بهترین طراحی صدا |
| - تولد دوباره فاینال فانتزی ۷ – اسکوئر انیکس - آسترو بات – تیم اسوبی / سونی اینتراکتیو انترتینمنت - متافور: ریفانتزیو – اتلوس / سگا - سایلنت هیل ۲ – بلوبرتیم / کونامی - استلار بلید – سونی اینتراکتیو انترتینمنت                                          | - حماسه سنوئا: هل‌بلید ۲ – نینجا تئوری / ایکس‌باکس گیم استودیوز - آسترو بات – تیم اسوبی / سونی اینتراکتیو انترتینمنت - ندای وظیفه: بلک آپس ۶ – تری‌آرک, ریون سافتور / اکتیویژن - تولد دوباره فاینال فانتزی ۷ – اسکوئر انیکس - سایلنت هیل ۲ – بلوبرتیم / کونامی                              |
| بهترین اجرا | بیشترین تاثیر گذاری |
| - ملینا یورگنس – حماسه سنوئا: هل‌بلید ۲ - بریانا وایت – تولد دوباره فاینال فانتزی ۷ - هانا تل – لایف ایز استرنج دابل اکسپوژر - هامبرلی گنزالس – جنگ ستارگان: قانون شکنان - لوک رابرتز – سایلنت هیل ۲                                                        | - نوا – دیوولور دیجیتال - کلوزر د دیستنس – اسکای بوند گیمز - ایندیکا –۱۱ بیت استودیو - لایف ایز استرنج دابل اکسپوژر – دک ناین / اسکوئر انیکس - حماسه سنوئا: هل‌بلید ۲ – نینجا تئوری / ایکس‌باکس گیم استودیوز - داستان کنزرا – الکترونیک آرتس                                               |
| بهترین بازی مستقل | بهترین بازی مستقل اول |
| - بالاترو – پلی استک - انیمال ول – بیگ مود - لورلی و چشمان لیزری – سیموگو / آناپورنا اینتراکتیو - نوا – دیوولور دیجیتال - یوفو ۵۰ – ماموث | - بالاترو – پلی استک - انیمال ول – بیگ مود - منر لردز – هودد هورس - راننده آرام – آیرون وود استدیو - پلانکی اسکر – دیوولور دیجیتال |
| بهترین بازی آنلاین | بهترین بازی با پشتیبانی جمعی |
| - هل دایورز ۲ – سونی اینتراکتیو انترتینمنت - سرنوشت ۲: شکل نهایی – بانجی - دیابلو ۴: مخزن نفرت – بلیزارد انترتینمنت - فاینال فانتزی ۱۴: سپیده راه – اسکوئر انیکس - فورتنایت – اپیک گیمز                                                                    | - بالدورز گیت ۳ – لاریان استودیوز - فاینال فانتزی ۱۴: سپیده راه – اسکوئر انیکس - فورتنایت – اپیک گیمز - هل دایورز ۲ – سونی اینتراکتیو انترتینمنت - آسمان هیچ‌کس – هلو گیمز |
| بهترین بازی موبایل | بهترین بازی واقعیت مجازی |
| - بالاترو – پلی استک - داستان ای اف کی – فار لایت - بازی کارتی پوکیمون – کریچرز, دینا / شرکت پوکمون - امواج بادگیر – کورو گیم - Zenless Zone Zero – می‌هویو                                                                                                 | - بتمن: سایه آرکام – اکیولوس گیمز - آفتاب آریزونا – ورتیگو گیم - خشم آسگارد ۲ – اکیولوس گیمز - متال هل سینگر – فانکام - بیداری مترو – دیپ سیلور |
| بهترین بازی اکشن | بهترین بازی ماجراجویی |
| - افسانه سیاه: ووکونگ – گیم ساینس - ندای وظیفه: بلک آپس ۶ – تری‌آرک, ریون سافتور / اکتیویژن - هل دایورز ۲ – سونی اینتراکتیو انترتینمنت - استلار بلید – سونی اینتراکتیو انترتینمنت - وارهامر ۴۰۰۰۰: سرباز فضایی ۲ – سابر اینتراکتیو / فوکوس هوم اینتراکتیو   | - آسترو بات – تیم اسوبی / سونی اینتراکتیو انترتینمنت - افسانه زلدا: طنین حکمت – گرزو / نینتندو - شاهزاده ایرانی: تاج گمشده – یوبی‌سافت مون‌پلیه / یوبی‌سافت - سایلنت هیل ۲ – بلوبرتیم / کونامی - جنگ ستارگان: قانون شکنان – مسیو انترتینمنت                                                 |
| بهترین بازی نقش آفرینی | بهترین بازی مبارزه ای |
| - متافور: ریفانتزیو – اتلوس / سگا - عقیده اژدها ۲ – کپ‌کام - الدن رینگ: سایه اردتری – فرام سافتور / بندای نامکو انترتینمنت - تولد دوباره فاینال فانتزی ۷ – اسکوئر انیکس - مثل یک اژدها: ثروت بی نهایت – سگا                                                 | - تکن ۸ – بندای نامکو استودیوز, آریکا کورپوریشن - دراگون بال – اسپایک چانسافت / بندای نامکو انترتینمنت - گرن بلو فانتزی ورسز – آرک سیستم / سایگیمز - مارول در برابر کپ کام مبارزه کلاسیک – کپ‌کام - مولتی‌ورسز –سرگرمی تعاملی برادران وارنر                                                |
| بهترین بازی خانوادگی | بهترین بازی استراتژی |
| - آسترو بات – تیم اسوبی / سونی اینتراکتیو انترتینمنت - افسانه زلدا: طنین حکمت – گرزو / نینتندو - پلاکی اسکر – دیوولور دیجیتال - پرنسس پیچ: وقت‌نمایش! – گود-فیل - سوپر ماریو پارتی جمبور – ان‌دی‌کیوب                                                         | - فراست پانک ۲ – ۱۱ بیت استودیو - عصر اسطوره‌ها: باز روایت – فورگاتن امپایرز / ایکس‌باکس گیم استودیوز - Kunitsu-Gami: Path of the Goddess – کپ‌کام - منر لردز – هودد هورس - یونیکورن اورلورد – وانیلاویر / سگا                                                                              |
| بهترین بازی ورزشی | بهتری بازی چند نفره |
| - ای‌ای اسپورتس اف‌سی ۲۵ – الکترونیک آرتس کانادا, الکترونیک آرتس - اف۱ ۲۴ – کدمسترز / ای‌ای اسپورتس - ان‌بی‌ای ۲کی۲۵ – ۲کی - تاپ اسپین ۲کی۲۵ – هنگر ۱۳ - دبلیودبلیوئی ۲کی۲۴ – ۲کی                                                                               | - هل دایورز ۲ – سونی اینتراکتیو انترتینمنت - ندای وظیفه: بلک آپس ۶ – تری‌آرک, ریون سافتور / اکتیویژن - سوپر ماریو پارتی جمبور – ان‌دی‌کیوب - تکن ۸ – بندای نامکو استودیوز, آریکا کورپوریشن / بندای نامکو انترتینمنت - وارهامر ۴۰۰۰۰: سرباز فضایی ۲ – سابر اینتراکتیو / فوکوس هوم اینتراکتیو |
| بهتری قابلیت | بهترین فیلم/سریال بر اساس بازی |
| - شاهزاده ایرانی: تاج گمشده – یوبی‌سافت مون‌پلیه / یوبی‌سافت - ندای وظیفه: بلک آپس ۶ – تری‌آرک, ریون سافتور / اکتیویژن - دیابلو ۴ – بلیزارد انترتینمنت - عصر اژدها ۴ – بایوور / الکترونیک آرتس - جنگ ستارگان: قانون شکنان – مسیو انترتینمنت                    | - فال‌آوت - بتزدا گیم استودیوز / آمازون ام‌جی‌ام استودیوز - آرکین - رایت گیمز / نتفلیکس - ناکلز – سگا سامی / پارامونت پیکچرز - مثل یک اژدها: یاکوزا– سگا - مهاجم مقبره: افسانه لارا کرافت – کریستال داینامیکس, لجندری پیکچرز / نتفلیکس                                                      |
| بهترین بازی مورد انتظار | بهترین بازی از نظر طرفداران |
| - جی‌تی‌ای ۶ – راک‌استار گیمز - دث استرندینگ ۲: در ساحل –سونی اینتراکتیو انترتینمنت - شبح یوتئی – ساکر پانچ پروداکشنز - Metroid Prime 4: Beyond – نینتندو - مانستر هانتر: وایلدز – کپ‌کام                                                                      | - افسانه سیاه: ووکونگ – گیم ساینس - گنشین ایمپکت – می‌هویو - الدن رینگ: سایه اردتری – فرام سافتور / بندای نامکو انترتینمنت - امواج بادگیر – کورو گیم - زنلس زون زیرو – می‌هویو |

### نامزدهای چندتایی
| تعداد نامزدها | نام بازی                    |
| ------------- | --------------------------- |
| ۷             | آسترو بات                   |
| ۷             | تولد دوباره فاینال فانتزی ۷ |
| ۶             | متافور: ریفانتزیو           |
| ۵             | الدن رینگ: سایه اردتری      |
| ۵             | افسانه سیاه: ووکونگ         |
| ۵             | بالاترو                     |
| ۵             | سایلنت هیل ۲                |
| ۴             | هل دایورز ۲                 |
| ۴             | ندای وظیفه: بلک آپس ۶       |
| ۴             | حماسه سنوئا: هل‌بلید ۲       |
| ۳             | جنگ ستارگان: قانون شکنان    |
| ۳             | نوا                         |
| ۲             | فورتنایت                    |
| ۲             | منر لردز                    |
| ۲             | شاهزاده ایرانی: تاج گمشده   |
| ۲             | استلار بلید                 |
| ۲             | تکن ۸                       |
| ۲             | افسانه زلدا: طنین حکمت      |
| ۲             | مثل یک اژدها: ثروت بی نهایت |
| ۲             | دیابلو ۴: مخزن نفرت         |